# Indigofera marmorata
Indigofera marmorata es una especie botánica de leguminosa en la familia de las Fabaceae. Es endémica de Socotra.
Sus hábitats naturales son los bosques subtropical o tropical seco, y montes subtropical o tropical seco.

## Taxonomía
Indigofera marmorata fue descrita por Isaac Bayley Balfour y publicado en Proceedings of the Royal Society of Edinburgh 11: 510. 1882.